# Lilla Smedka
Lilla Smedka är en sjö i Arjeplogs kommun i Lappland och ingår i Skellefteälvens huvudavrinningsområde. Sjön har en area på 0,103 kvadratkilometer och ligger 507,9 meter över havet. Lilla Smedka ligger i Ståkke-Bårgå fjällurskog Natura 2000-område. Sjön avvattnas av vattendraget Smedkajåkka.

## Delavrinningsområde
Lilla Smedka ingår i det delavrinningsområde (734615-160490) som SMHI kallar för Namn saknas. Medelhöjden är 515 meter över havet och ytan är 1,12 kvadratkilometer. Det finns ett avrinningsområde uppströms, och räknas det in blir den ackumulerade arean 8,82 kvadratkilometer. Smedkajåkka som avvattnar avrinningsområdet har biflödesordning 3, vilket innebär att vattnet flödar genom totalt 3 vattendrag innan det når havet efter 295 kilometer. Avrinningsområdet består mestadels av skog (91 procent). Avrinningsområdet har 0,1 kvadratkilometer vattenytor vilket ger det en sjöprocent på 9,2 procent.